# لیگ فوتبال اسطوره‌ها

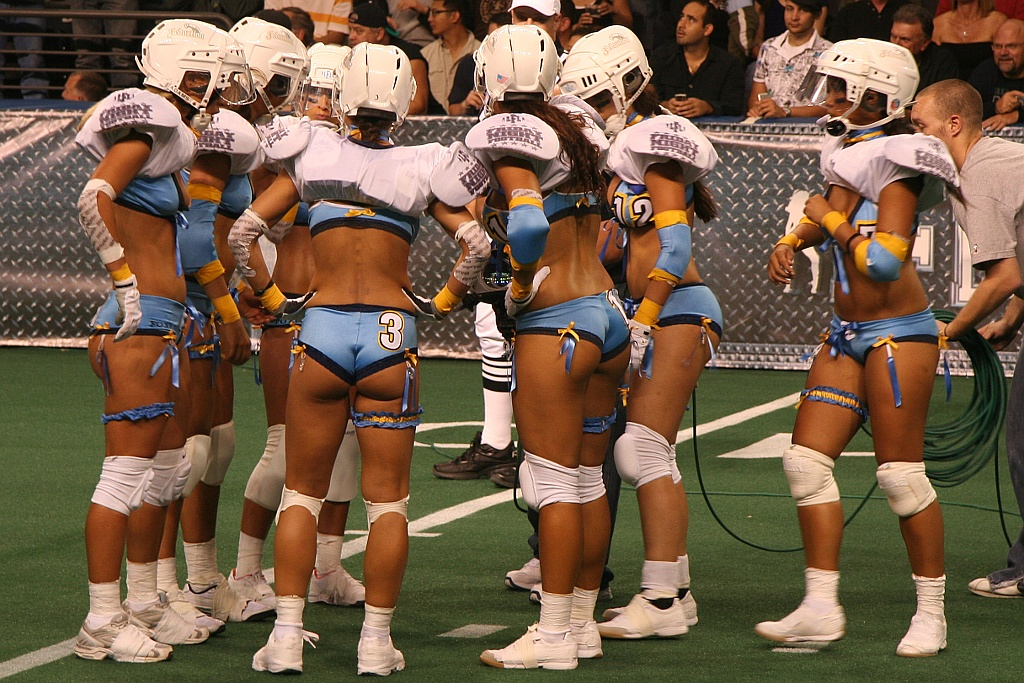

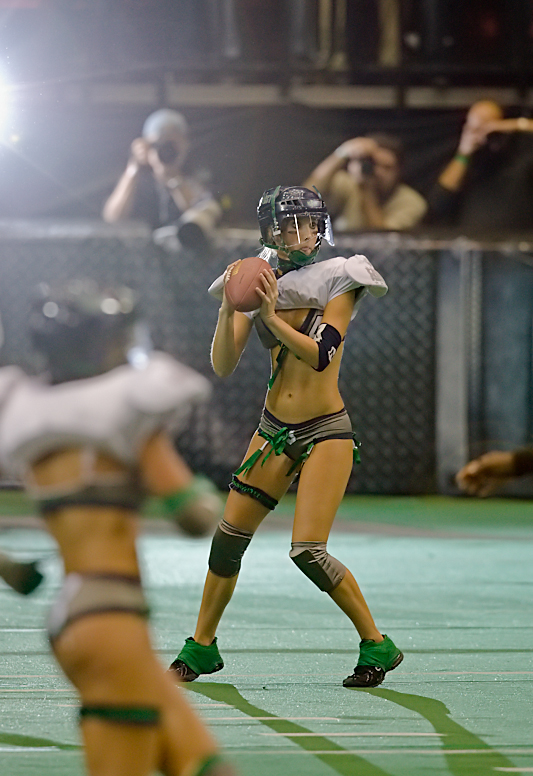

لیگ فوتبال اساطیر (به انگلیسی: Legends Football League) یا سابقاً لیگ فوتبال لباس زیر زنانه (به انگلیسی: Lingerie Football League) یا ال‌اف‌ال (LFL)، لیگ حرفه‌ای فوتبال آمریکایی زنان بزرگسال آمریکا است که با لباس زیر بازی می‌کنند.
این لیگ که در ۲۰۰۳ تأسیس شد، در حال حاضر با شرکت ۱۰ تیم (۷ نفره) برگزار می‌شود.
مؤسس این لیگ شخصیست بنام میچ (میچل) مرتضی.